# Фінал кубка Англії з футболу 1974
Фінал кубка Англії з футболу 1974 — 93-й фінал найстарішого футбольного кубка у світі. Учасниками фіналу були дві лондонські команди, «Ліверпуль» і «Ньюкасл Юнайтед». Перемогу з рахунком 3:0 здобув «Ліверпуль».

## Шлях до фіналу
| «Ліверпуль»        | «Ліверпуль» | «Ліверпуль»                                                       | Раунд           | «Ньюкасл Юнайтед»      | «Ньюкасл Юнайтед» | «Ньюкасл Юнайтед»                                                                            |
| ------------------ | ----------- | ----------------------------------------------------------------- | --------------- | ---------------------- | ----------------- | -------------------------------------------------------------------------------------------- |
| Суперник           | Результат   | Матчі                                                             |                 | Суперник               | Результат         | Матчі                                                                                        |
| «Донкастер Роверз» | 4:2         | 2:2 вдома, 2:0 на виїзді (перегравання)                           | Третій раунд    | «Гендон»               | 5:1               | 1:1 вдома, 4:0 на виїзді (перегравання)                                                      |
| «Карлайл Юнайтед»  | 2:0         | 0:0 вдома, 2:0 на виїзді (перегравання)                           | Четвертий раунд | «Ньюкасл Юнайтед»      | 4:1               | 1:1 вдома, 3:0 на виїзді (перегравання)                                                      |
| «Іпсвіч Таун»      | 2:0         | 2:0 вдома                                                         | П'ятий раунд    | «Вест-Бромвіч Альбіон» | 3:0               | 3:0 на виїзді                                                                                |
| «Бристоль Сіті»    | 1:0         | 1:0 на виїзді                                                     | Шостий раунд    | «Ноттінгем Форест»     | 5:3               | 4:3* вдома, 0:0 на нейтральному полі (перегравання), 1:0 на нейтральному полі (перегравання) |
| «Лестер Сіті»      | 3:1         | 0:0 на нейтральному полі, 3:1 на нейтральному полі (перегравання) | 1/2 фіналу      | «Бернлі»               | 2:0               | 2:0 на нейтральному полі                                                                     |

* - результат матчу було анульовано.

## Матч
| 4 травня 1974 15:00 BST |

| «Ліверпуль»               | 3:0      | «Ньюкасл Юнайтед» |
| ------------------------- | -------- | ----------------- |
| Кіган 57', 88' Гайвей 74' | Протокол |                   |

| Вемблі, Лондон Глядачів: 100 000 Арбітр: Гордон К'ю |

|  |  |

|                  |  |                |  |
|                  |  |                |  |
| В                |  | Рей Клеменс    |  |
| З                |  | Алек Ліндсі    |  |
| З                |  | Філ Томпсон    |  |
| З                |  | Емлін Г'юз (к) |  |
| З                |  | Томмі Сміт     |  |
| ПЗ               |  | Стів Гайвей    |  |
| ПЗ               |  | Пітер Кормак   |  |
| ПЗ               |  | Браян Голл     |  |
| ПЗ               |  | Іан Каллаган   |  |
| Н                |  | Кевін Кіган    |  |
| Н                |  | Джон Тошак     |  |
| Запасні:         |  |                |  |
| З                |  | Кріс Лоулер    |  |
| Головний тренер: |  |                |  |
| Білл Шенклі      |  |                |  |

|                  |  |                     |  |     |
|                  |  |                     |  |     |
| В                |  | Віллі Макфол        |  |     |
| З                |  | Алан Кеннеді        |  |     |
| З                |  | Пет Горвард         |  |     |
| З                |  | Боббі Монкур (к)    |  |     |
| З                |  | Френк Кларк         |  |     |
| ПЗ               |  | Террі Макдермот     |  |     |
| ПЗ               |  | Томмі Кассіді       |  |     |
| Н                |  | Террі Гіббітт       |  |     |
| Н                |  | Джон Тудор          |  |     |
| Н                |  | Малкольм Макдональд |  |     |
| Н                |  | Джиммі Сміт         |  | 75' |
| Запасні:         |  |                     |  |     |
| ПЗ               |  | Томмі Гібб          |  | 75' |
| Головний тренер: |  |                     |  |     |
| Джо Гарві        |  |                     |  |     |